# C19orf71
C19orf71 (англ. Chromosome 19 open reading frame 71) – білок, який кодується однойменним геном, розташованим у людей на короткому плечі 19-ї хромосоми. Довжина поліпептидного ланцюга білка становить 209 амінокислот, а молекулярна маса — 24 176.
| 10         |  | 20         |  | 30         |  | 40         |  | 50         |
| ---------- |  | ---------- |  | ---------- |  | ---------- |  | ---------- |
| MQTLRQEAAR |  | PCIPSGTLEA |  | SFPAPLYSDD |  | YLSLEGSRWP |  | PAIRQATRWK |
| YTPMGRDAAG |  | QLWYTGLTNS |  | DAWEAWYNLP |  | RAPASPFREA |  | YNRWHSCYQH |
| RECSMPSAYT |  | QHLRETAWHD |  | PIVPAQYQAP |  | STRWGSALWK |  | DRPIRGKEYV |
| LNRNRYGVEP |  | LWRASDYVPS |  | LSAPQRPPGT |  | TQNYREWVLE |  | PYCPSTCQRS |
| PPSLTPTPR  |  |            |  |            |  |            |  |            |

A: Аланін

C: Цистеїн

D: Аспарагінова кислота

E: Глутамінова кислота

F: Фенілаланін

G: Гліцин

H: Гістидин

I: Ізолейцин

K: Лізин

L: Лейцин

M: Метіонін

N: Аспарагін

P: Пролін

Q: Глутамін

R: Аргінін

S: Серин

T: Треонін

V: Валін

W: Триптофан